# Riachão do Dantas (kommun)
Riachão do Dantas är en kommun i Brasilien.   Den ligger i delstaten Sergipe, i den östra delen av landet, 1 200 km öster om huvudstaden Brasília. Antalet invånare är 19 394.
Följande samhällen finns i Riachão do Dantas:
- Riachão do Dantas

Omgivningarna runt Riachão do Dantas är huvudsakligen savann. Runt Riachão do Dantas är det ganska glesbefolkat, med 43 invånare per kvadratkilometer.